# Cucullia elongata
Cucullia elongata là một loài bướm đêm trong họ Noctuidae.